# Éric Verhaeghe
Pour les articles homonymes, voir Verhaeghe.
Éric Verhaeghe, né le 9 décembre 1968 à Liège, est un haut fonctionnaire, essayiste, journaliste économique belge naturalisé français.

## Biographie
Éric Verhaeghe est né dans un quartier populaire de Liège (Sainte-Walburge). Ses grands-parents étaient paysans, son père maçon et sa mère sans emploi.

### Formation
Il suit des humanités classiques à l'Athénée royal Charles Rogier. Il suit ensuite une hypokhâgne et une khâgne au lycée Henri-IV.
Après une formation classique, notamment à l'université Paris-I, où il obtient une maîtrise en philosophie et un diplôme d'études approfondies (DEA) en histoire,, Éric Verhaeghe entame un parcours dans le service public, notamment à la ville de Paris et au ministère de l'Éducation nationale.
Après cinq ans à la Ville de Paris, il devient élève de l'ENA (promotion Copernic) en 2000-2002, dont il sort 67e sur 106e. Durant ses études à l'ENA, il fut élu représentant des élèves au conseil d'administration, avec 75 % des voix. Il y présenta un mémorandum pour la démocratisation de l'école.

### Activités professionnelles
Il dirige pendant trois ans le Service interacadémique des examens et concours (Siec).
En 2007, il rejoint la Fédération française des sociétés d'assurances (FFSA) où il dirige les affaires sociales.
En 2009, il devient président de l'Association pour l'emploi des cadres (APEC), élu pour deux ans, au nom du MEDEF,. Sous son mandat, l'APEC met fin au magazine Courrier Cadres pour des raisons financières.
En 2009, il donne des cours de culture générale à Paris-II.
Il démissionne en janvier 2011 de la présidence de l'APEC et de tous ses autres mandats au MEDEF : à l'Agirc, l'ACOSS, l'Unedic, la CNAV et Pôle emploi. Il déclare être « en désaccord avec les orientations générales du Medef concernant l'Apec et au-delà »,. D'après Le Monde, Éric Verhaeghe soutenait notamment l'idée d'un « développement maîtrisé des activités commerciales de l'APEC », tandis que le MEDEF avait défendu au contraire un recentrage de l'APEC sur ses missions de service public, un projet rejeté par les syndicats en décembre 2010,. Selon le journal, Éric Verhaeghe qualifie également la politique du MEDEF d'« immobilisme brejnévien » et froisse le patronat français en critiquant dans son livre Jusqu'ici tout va bien « l'égoïsme et l'avidité d'une certaine élite économique ». Selon Libération, Éric Verhaeghe adopte également une position hétérodoxe, critiquant notamment l'idée que le coût du travail serait trop élevé « alors qu'au contraire les salariés ont dû s'endetter depuis des années, contribuant ainsi à l'instabilité financière ».
À la suite de son départ de l'APEC et de l'abandon de ses mandats patronaux, la FFSA lui retire la direction des affaires sociales,, qui lui reproche de l'avoir mise « devant le fait accompli ». La FFSA considère qu'il « met à mal la position [du] secteur, en termes d'image et de relations avec les partenaires sociaux ».
En novembre 2011, il fonde le cabinet d'innovation sociale Parménide, spécialisé dans l'élaboration de réseaux sociaux.
En décembre 2012, il est élu à l'unanimité président de l'association Réavie.
En décembre 2014, il fonde Tripalio, société de presse qui publie de l'information sociale.
Il a contribué à la création de la Gazette de l'Assurance, un site de publication dédié aux assureurs, ainsi qu'à Courtage Network, le premier réseau social créé pour les courtiers spécialistes de la protection sociale, et Expert Network, le premier réseau social créé pour les experts-comptables.
Il est créateur de Cosmico, en août 2018, une société de « médecine non conventionnelle ».

### Activités journalistiques et militantes
Éric Verhaeghe publie dans les journaux Atlantico, Contrepoints, FigaroVox et Décider & Entreprendre, et intervient parfois à Radio Courtoisie.
En 2012, dans son essai Faut-il quitter la France, il énonce la notion de « démocratie liquide », une forme supérieure de démocratie, qui utiliserait Internet pour ouvrir la décision publique à l'ensemble des citoyens.
Lors des élections européennes de 2024, il figure en cinquième position sur la liste d'extrême droite « Non ! Prenons-nous en main » menée par l'historien Édouard Husson.
Il est candidat aux élections législatives de 2024 pour le parti Rester Libre ! soutenu par l'Alliance centriste.

### Désinformation et opposition à la politique anti-Covid-19
Conspiracy Watch relève qu'Éric Verhaeghe est proche de la sphère conspirationniste. En particulier, il est à l'origine de plusieurs rumeurs s'inscrivant dans l'opposition aux mesures de lutte contre la pandémie de Covid-19, notamment à travers son blog Le Courrier des stratèges ou sa chaîne vidéo,,.
En 2022, il relaie la théorie affirmant que Brigitte Macron serait un homme, publiée à l'origine par la publication Faits et Documents. Il assure n'être pas lui-même complotiste et penser au fond de lui que Brigitte Macron est bien une femme, mais qu'il « s’interroge tout de même ».

## Publications
- Jusqu'ici tout va bien : énarque, membre du Medef, président de l'Apec, je jette l'éponge !, Paris, Jacob-Duvernet, 2010, 190 p. (ISBN 978-2-84724-334-5, BNF 42464137)
- Au cœur du MEDEF : chronique d'une fin annoncée, Paris, Jacob-Duvernet, 2011, 287 p. (ISBN 978-2-84724-357-4, BNF 42560382)[22]
- Faut-il quitter la France ? : le premier essai sur la démocratie liquide, Paris, Jacob-Duvernet, 2012, 223 p. (ISBN 978-2-84724-395-6, BNF 42803571)
- Ne t'aide pas et l'État t'aidera : la sécurité sociale et la mort de la responsabilité, Monaco-Paris, éditions du Rocher, 2016, 249 p. (ISBN 978-2-268-08202-8, BNF 17051333)
- Le Great Reset : mythes et réalités, Saint-Germain-en-Laye, Culture & Racines, 2021, 180 p. (ISBN 978-2-491861-19-3, BNF 46784098)
- Notre douleur n'effacera pas leur faute : mythes et réalités, Saint-Germain-en-Laye, Culture & Racines, 2022, 27 p. (ISBN 978-2-491861-33-9, BNF 47176833)
- Sécession : Manuel d'auto-défense contre la caste, Culture & Racines, 2022, 226 p. (ISBN 978-2491861346, BNF 47176832)
- Traité pour le monde d'après : Sortir de l’avachissement par le retour à l’ordre spontané, Culture & Racines, 2024, 344 p. (ISBN 978-2-491-86145-2)